# Cevedale
Cevedale (wł. Monte Cevedale, niem. Züffalspitze) – wybitny, dwuwierzchołkowy (ewentualnie trzywierzchołkowy) szczyt w Masywie Ortleru, w Alpach Retyckich. Ma wysokość 3769 metrów i jest jednym z najwyższych szczytów Tyrolu. 

## Topografia
Monte Cevedale położony jest w wybitnej grani, na południe od głównego wierzchołka Ortleru.  Cevedale usytuowany jest ponad trzema otaczającymi go dolinami. Dolina Val Cedec, stanowiąca odgałęzienie Val Furva położona jest na zachód od szczytu.  Dolina Martelltal położona jest na północny wschód od szczytu.  Dolina Val de la Mare, stanowiąca odgałęzienie doliny Val di Péio położona jest na południowy wschód od szczytu. 
Na wierzchołku Cevedale zbiegają się granice trzech prowincji: Południowego Tyrolu - (od 1918 roku pod administracją włoską), Trydentu - (od 1918 roku pod administracją włoską) i Sondrio (Włochy).  Do 1918 roku przez wierzchołek Cevedale przebiegała granica państwowa austriacko-włoska. 
Cevedale jest trzecim co do wysokości szczytem Masywu Ortleru, po Ortlerze i Gran Zebrú, a także piątym co do wysokości w Tyrolu, po Ortlerze, Gran Zebrú, Grosssglocknerze i Wildspitze. 
Monte Cevedale posiada dwa, a ściślej mówiąc trzy wierzchołki, z których dwa są wybitne.  Najwyższy wierzchołek, Monte Cevedale (niem. Züffalspitze), (3769 m) uważany jest za główny.  Wybitny wierzchołek środkowy zwany Cevedale II (niem. Südliche Züffalspitze), (3757 m), nieco niższy od głównego jest oddzielony od niego wyraźną przełęczą.  Niewybitny wierzchołek północny Nordliche Züffalspitze ma wysokość 3700 m.  Dwa wyższe wierzchołki Cevedale, z wyraźną przęłeczą między nimi nadają szczytowi charakterystyczny, z daleka rozpoznawalny kształt. 

## Geologia
Monte Cevedale zbudowany jest ze skał metamorficznych - głównie z fyllitów kwarcytowych.  Geologiczna przynależność Cevedale i całego Masywu Ortleru do Wschodnich Alp Centralnych lub Południowych Alp Wapiennych jest sprawą dyskusyjną.  Ponieważ cały masyw położony jest na północ od Bruzdy Peryadriatyckiej należy go zliczyć raczej do Wschodnich Alp Centralnych.  
Wszystkie wierzchołki Cevedale pokryte są rozległym lodowcem, obejmującym również wyższe partie stoków.

## Turystyka
Cevedale jest niezbyt trudno dostępnym szczytem.  Pierwszego wejścia dokonali: znany pionier alpinizmu Julius Payer oraz J. Pinggera i J. Reinstadler, 7 września 1865 roku. 
Punktem wyjścia dla wejścia na szczyt jest schronisko Rigugio Casati, położone na grani, na północ od szczytu.  Jest ono dostępne łatwą ścieżką z Val Cedec (2 h), truniejszą, często pokrytą śniegiem i lodem ścieżką z miejscowości Innersulden, skąd można podjechać kolejką linową do wysokości ok. 2600 m (od stacji kolejki 2:30 - 3:30 h), lub też znacznie dłuższą i bardziej skomplikowaną orientacyjnie drogą z Marteltal (4 - 5 h).   Najłatwiejsza droga wejściowa (via normale) prowadzi od schroniska Casati cały czas po lodowcu, początkowo rozległą, wypłaszczoną granią, później ukosem w prawo bardziej stromą flanką głównego wierzchołka.  Wejście trwa 2 - 2:30 h, zejście 1:30 - 2 h.  Wymagany sprzęt: czekan, raki, lina. 
Bardziej ambitnymi lecz znacznie trudniejszymi drogami są: wejście wprost od schroniska Züffalhütte w dolinie Martelltal (6 h), a także trawersowanie długiej, wysoko położonej lodowej grani: Rifugio Casati - Cevedale - Palon de la Mare - Monte Vioz - Pizzo San Mateo - Punta Tresero (2 - 3 dni). 

## Wydarzenia
- W czasie I wojny światowej w okolicach szczytu toczyły się walki między włoskimi Alpini a austriackimi Strzelcami Alpejskimi (Alpenjäger).  Walki, prowadzone w skrajnych warunkach, na dużej wysokości były bardzo zacięte i pociągnęły wiele ofiar.  Obydwie strony stosowały ataki, natarcia, zasadzki; używano też artylerii.  W pobliżu schroniska Casati można podziwiać armatę, z trudem wytransportowaną na wysokość 3300 m, a następnie z powodzeniem stosowaną w walkach.  Pomimo kilkakrotnej przewagi i dużych strat Włochom nie udało się przełamać niezbyt licznej lecz twardej austriackiej obrony.